# Liste der Kulturdenkmale in Geratal
Die Liste der Kulturdenkmale in Geratal enthält die Kulturdenkmale auf dem Gebiet der Gemeinde Geratal im thüringischen Ilm-Kreis (Stand: September 2020). Die folgenden Angaben ersetzen nicht die rechtsverbindliche Auskunft der Denkmalschutzbehörde.

## Legende
- Bild: zeigt ein Bild des Kulturdenkmals und gegebenenfalls einen Link zu weiteren Fotos des Kulturdenkmals im Medienarchiv Wikimedia Commons
- Bezeichnung: Name, Bezeichnung oder die Art des Kulturdenkmals
- Lage: Wenn vorhanden Straßenname und Hausnummer des Kulturdenkmals; Grundsortierung der Liste erfolgt nach dieser Adresse. Der Link Karte führt zu verschiedenen Kartendarstellungen und nennt die Koordinaten des Kulturdenkmals.
 Kartenansicht, um Koordinaten zu setzen – in dieser Kartenansicht sind Kulturdenkmale ohne Koordinaten mit einem roten bzw. orangen Marker dargestellt und können in der Karte gesetzt werden. Kulturdenkmale ohne Bild sind mit einem blauen bzw. roten Marker gekennzeichnet, Kulturdenkmale mit Bild mit einem grünen bzw. orangen Marker.
- Datierung: gibt das Jahr der Fertigstellung beziehungsweise das Datum der Erstnennung oder den Zeitraum der Errichtung an
- Beschreibung: bauliche und geschichtliche Einzelheiten des Kulturdenkmals, vorzugsweise die Denkmaleigenschaften
- ID: Die ID identifiziert das Kulturdenkmal eindeutig. In Thüringen sind aktuell keine IDs veröffentlicht. In der ID-Spalte kann sich auch folgendes Icon  befinden, dies führt zu Angaben zu diesem Kulturdenkmal bei Wikidata.

| Bild                                    | Bezeichnung                                                              | Lage                                                                                     | Datierung | Beschreibung | ID |
| --------------------------------------- | ------------------------------------------------------------------------ | ---------------------------------------------------------------------------------------- | --------- | ------------ | -- |
| Direkt Bild zu diesem Denkmal hochladen | Ensemble                                                                 | Frankenhain, Am Plan & Ohrdrufer Straße                                                  |           |              |    |
| Direkt Bild zu diesem Denkmal hochladen | Flößgraben                                                               | Frankenhain, westlich des Ortes                                                          |           |              |    |
| weitere Bilder Fotos hochladen          | Friedhofskapelle                                                         | Frankenhain, Friedhof (Karte)                                                            |           |              |    |
| Fotos hochladen                         | Grabstätte für drei Märzgefallene                                        | Frankenhain, Friedhof                                                                    |           |              |    |
| Fotos hochladen                         | Einzelgräber für unbekannte KZ-Häftlinge                                 | Frankenhain, Friedhof                                                                    |           |              |    |
| weitere Bilder Fotos hochladen          | Kriegerdenkmal (Turm)                                                    | Frankenhain, auf dem Kirchberg (Karte)                                                   |           |              |    |
| Fotos hochladen                         | Eisenbahnbrücke                                                          | Frankenhain, Gisselstraße                                                                |           |              |    |
| Direkt Bild zu diesem Denkmal hochladen | Wohnhaus                                                                 | Frankenhain, Hauptstraße 5                                                               |           |              |    |
| Direkt Bild zu diesem Denkmal hochladen | Schulgebäude                                                             | Frankenhain, Hauptstraße 7                                                               |           |              |    |
| Direkt Bild zu diesem Denkmal hochladen | Wohnhaus und Werkstattgebäude                                            | Frankenhain, Hauptstraße 15                                                              |           |              |    |
| weitere Bilder Fotos hochladen          | Kirche                                                                   | Frankenhain, Ohrdrufer Straße (Karte)                                                    |           |              |    |
| Direkt Bild zu diesem Denkmal hochladen | Dorfbrunnen                                                              | Frankenhain, Ohrdrufer Straße                                                            |           |              |    |
| Direkt Bild zu diesem Denkmal hochladen | Wohnhaus                                                                 | Frankenhain, Ohrdrufer Straße 20                                                         |           |              |    |
| Direkt Bild zu diesem Denkmal hochladen | Gasthaus                                                                 | Frankenhain, Plan 1                                                                      |           | gestrichen   |    |
| weitere Bilder Fotos hochladen          | Kirche Sankt Bartholomäus & Innenausstattung                             | Geraberg (Karte)                                                                         |           |              |    |
| Direkt Bild zu diesem Denkmal hochladen | Friedhofsmauer & Grabstein                                               | Geraberg                                                                                 |           |              |    |
| Direkt Bild zu diesem Denkmal hochladen | Wohnhaus                                                                 | Geraberg, Arnstädter Straße 2                                                            |           |              |    |
| Direkt Bild zu diesem Denkmal hochladen | Wohnhaus                                                                 | Geraberg, Arnstädter Straße 34                                                           |           |              |    |
| Direkt Bild zu diesem Denkmal hochladen | Wohnhaus                                                                 | Geraberg, Arnstädter Straße 41                                                           |           | gestrichen   |    |
| Direkt Bild zu diesem Denkmal hochladen | Kellerhaus                                                               | Geraberg, Bahnhofstraße                                                                  |           |              |    |
| Direkt Bild zu diesem Denkmal hochladen | Wohnhaus & Kellerhaus                                                    | Geraberg, Bahnhofstraße 14                                                               |           | gestrichen   |    |
| Direkt Bild zu diesem Denkmal hochladen |                                                                          | Geraberg, Brauhausgasse 1                                                                |           | abgebrannt   |    |
| Direkt Bild zu diesem Denkmal hochladen | Wohnhaus                                                                 | Geraberg, Brauhausgasse 8                                                                |           |              |    |
| weitere Bilder Fotos hochladen          | Braunsteinmühle                                                          | Geraberg, Gehlberger Straße 27 (Karte)                                                   |           |              |    |
| Direkt Bild zu diesem Denkmal hochladen | Wohnhaus (ehemalige Mühle einschließlich Mühlentechnik)                  | Geraberg, Mühlgraben 10                                                                  |           |              |    |
| Direkt Bild zu diesem Denkmal hochladen | Wohnhaus & Park & Einfriedung                                            | Geraberg, Zum Hirtenberg 5                                                               |           |              |    |
| Direkt Bild zu diesem Denkmal hochladen | Wohnhaus                                                                 | Geraberg, Körnbachstraße 1                                                               |           |              |    |
| Direkt Bild zu diesem Denkmal hochladen | Alte Schule                                                              | Geraberg, Plan 9                                                                         |           |              |    |
| Direkt Bild zu diesem Denkmal hochladen | Pfarr- und Gemeindehaus                                                  | Geraberg, Plan 11                                                                        |           |              |    |
| Direkt Bild zu diesem Denkmal hochladen | Wohnhaus mit Nebengebäude und Grundstück (Ehemalige Gärtnerei Rothhardt) | Geraberg, Weide 2                                                                        |           |              |    |
| weitere Bilder Fotos hochladen          | Kirche & Innenausstattung                                                | Geschwenda (Karte)                                                                       |           |              |    |
| weitere Bilder Fotos hochladen          | Ruine Raubschloss                                                        | Geschwenda, oberhalb Dörrberg (Karte)                                                    |           |              |    |
| Direkt Bild zu diesem Denkmal hochladen | Pfarrhaus                                                                | Geschwenda, Kirchgasse 2, Ecke Ilmenauer Straße                                          |           |              |    |
| Fotos hochladen                         | Einzelgräber unbekannter Zivilarbeiter                                   | Gossel, Friedhof (Karte)                                                                 |           |              |    |
| weitere Bilder Fotos hochladen          | Kirche                                                                   | Gossel (Karte)                                                                           |           |              |    |
| Direkt Bild zu diesem Denkmal hochladen | Wohnhaus                                                                 | Gossel, Crawinkler Straße 32                                                             |           |              |    |
| Direkt Bild zu diesem Denkmal hochladen | Portal                                                                   | Gossel, Hauptstraße 75                                                                   |           |              |    |
| weitere Bilder Fotos hochladen          | Steinkreuz                                                               | Gossel, Ca. 1,5 km nordöstlich des Ortes, am nördlichen Ausläufer der „Ebanotte“ (Karte) |           | Bodendenkmal |    |
| weitere Bilder Fotos hochladen          | Steinkreuzgruppe (3 Kreuze)                                              | Gossel, Ca. 600 m nordöstlich des Ortes (Karte)                                          |           | Bodendenkmal |    |
| Fotos hochladen                         | Flößgraben                                                               | Gräfenroda                                                                               |           |              |    |
| Direkt Bild zu diesem Denkmal hochladen | Sägewerk Dörrberger Hammer                                               | Gräfenroda                                                                               |           |              |    |
| Fotos hochladen                         | Grabstätte für drei Märzgefallene                                        | Gräfenroda, Friedhof                                                                     |           |              |    |
| Fotos hochladen                         | Grabstätten unbekannter KZ-Häftlinge                                     | Gräfenroda, Friedhof                                                                     |           |              |    |
| BW                                      | Grab des Forstmeisters Winter                                            | Gräfenroda, Waldsberg (Karte)                                                            |           |              |    |
| Direkt Bild zu diesem Denkmal hochladen | Gebäude des Rates der Gemeinde                                           | Gräfenroda                                                                               |           |              |    |
| Fotos hochladen                         | Lütsche-Flößgraben mit Gedenkstein                                       | Gräfenroda (Karte)                                                                       |           |              |    |
| weitere Bilder Fotos hochladen          | Kirche                                                                   | Gräfenroda (Karte)                                                                       |           |              |    |
| Direkt Bild zu diesem Denkmal hochladen | Wohnhaus & Nebengebäude                                                  | Gräfenroda, Am Bahnhof 1                                                                 |           |              |    |
| Direkt Bild zu diesem Denkmal hochladen | Wohnhaus                                                                 | Gräfenroda, Am Bahnhof 3                                                                 |           |              |    |
| Direkt Bild zu diesem Denkmal hochladen | Wohnhaus                                                                 | Gräfenroda, Am Bahnhof 5                                                                 |           |              |    |
| weitere Bilder Fotos hochladen          | Bahnhof                                                                  | Gräfenroda, Am Bahnhof 11                                                                |           |              |    |
| Direkt Bild zu diesem Denkmal hochladen | Wohnhaus & Brücke                                                        | Gräfenroda, Bahnhofstraße 101                                                            |           |              |    |
| Direkt Bild zu diesem Denkmal hochladen | Gasthaus                                                                 | Gräfenroda, Bahnhofstraße 3                                                              |           |              |    |
| Direkt Bild zu diesem Denkmal hochladen | Wohnhaus                                                                 | Gräfenroda, Bahnhofstraße 4                                                              |           |              |    |
| Fotos hochladen                         | Wohnhaus                                                                 | Gräfenroda, Dörrberg 3, 4, 5 (Karte)                                                     |           |              |    |
| Direkt Bild zu diesem Denkmal hochladen | Ensemble                                                                 | Gräfenroda, Goethestraße & Ohrdrufer Straße                                              |           | gestrichen   |    |
| Direkt Bild zu diesem Denkmal hochladen | Pfarrhaus                                                                | Gräfenroda, Kirchgasse 2                                                                 |           |              |    |
| Direkt Bild zu diesem Denkmal hochladen | Wohnhaus und Nebengebäude                                                | Gräfenroda, Kirchholz 44                                                                 |           |              |    |
| Direkt Bild zu diesem Denkmal hochladen | Schwarzburger Mühle (Mühlengehöft einschl. Mahltechnik)                  | Gräfenroda, Kirchholz 46                                                                 |           |              |    |
| Direkt Bild zu diesem Denkmal hochladen | Wohnhaus                                                                 | Gräfenroda, Neue Straße 12                                                               |           |              |    |
| Direkt Bild zu diesem Denkmal hochladen | Wohnhaus                                                                 | Gräfenroda, Ohrdrufer Straße 22                                                          |           |              |    |
| Direkt Bild zu diesem Denkmal hochladen | Wohnhaus                                                                 | Gräfenroda, Ohrdrufer Straße 30                                                          |           |              |    |
| Fotos hochladen                         | Schulgebäude                                                             | Gräfenroda, Ohrdrufer Straße 48 (Karte)                                                  |           |              |    |
| Direkt Bild zu diesem Denkmal hochladen | Wohnhaus                                                                 | Gräfenroda, Waldstraße 7                                                                 |           |              |    |
| Direkt Bild zu diesem Denkmal hochladen | Schulgebäude                                                             | Gräfenroda, Waldstraße 14                                                                |           |              |    |
| Direkt Bild zu diesem Denkmal hochladen | Wohnhaus                                                                 | Gräfenroda, Waldstraße 27                                                                |           |              |    |
| Direkt Bild zu diesem Denkmal hochladen | ehemaliges Forsthaus                                                     | Gräfenroda, Waldstraße 100                                                               |           | gestrichen   |    |
| Fotos hochladen                         | Wohnhaus, jetzt Jugendherberge                                           | Gräfenroda, Waldstraße 134 (Karte)                                                       |           |              |    |
| weitere Bilder Fotos hochladen          | Burgruine „Raubschloss“                                                  | Dörrberg, Ca. 1,8 km südlich des Ortes (Karte)                                           |           | Bodendenkmal |    |
| Fotos hochladen                         | Gemeinschaftsgrab für fünfzehn Opfer des Faschismus                      | Liebenstein, Friedhof                                                                    |           |              |    |
| weitere Bilder Fotos hochladen          | Burgruine Liebenstein                                                    | Liebenstein (Karte)                                                                      |           | Bodendenkmal |    |
| weitere Bilder Fotos hochladen          | Kirche                                                                   | Liebenstein (Karte)                                                                      |           |              |    |
| weitere Bilder Fotos hochladen          | Herrenhaus „Röderschlösschen“                                            | Liebenstein (Karte)                                                                      |           |              |    |
| Direkt Bild zu diesem Denkmal hochladen | Forsthaus                                                                | Liebenstein, Gosseler Straße 6                                                           |           |              |    |
| Fotos hochladen                         | ehemaliges Zollhaus                                                      | Liebenstein, Hauptstraße 24                                                              |           |              |    |
| Direkt Bild zu diesem Denkmal hochladen | Pfarrei                                                                  | Liebenstein, Schulstraße 1                                                               |           |              |    |
| Direkt Bild zu diesem Denkmal hochladen | Mühlen- und Wohngebäude                                                  | Liebenstein, Schulstraße 14                                                              |           |              |    |
| weitere Bilder Fotos hochladen          | Steinkreuz                                                               | Liebenstein, Ca. 800 m südöstlich des Ortes, östlich des Feldwegs nach Angelroda (Karte) |           | Bodendenkmal |    |
| Direkt Bild zu diesem Denkmal hochladen | Wüstung „Hohnberg“                                                       | Liebenstein, Ca. 500 m südlich des Ortes, beim Steinkreuz                                |           | Bodendenkmal |    |
| Direkt Bild zu diesem Denkmal hochladen | Wallanlage                                                               | Liebenstein, Ca. 500 m vom Ort                                                           |           | Bodendenkmal |    |